# Institut national de la cinématographie
L'Institut national de la cinématographie S. A. Guerassimov ou VGIK (en russe : Всероссийский государственный университет кинематографии имени С.А. Герасимова, abrégé en ВГИК) est un établissement d’enseignement professionnel supérieur basé à Moscou fondé par Vladimir Gardine en 1919. Cette école forme au cinéma, à la vidéo, à la télévision et aux autres arts de l'écran. C'est la première école de cinéma du monde, ayant d'ailleurs compté Lev Koulechov parmi ses directeurs.
Du temps de l'URSS, cette célèbre école de cinéma était connue sous le nom d'Institut supérieur cinématographique d'État (en russe : Высший государственный институт кинематографии). En 1986, le nom du réalisateur, acteur et ancien directeur de l'Institut Sergueï Guerassimov a été rajouté au nom de l'école.

## Anciens élèves
(par ordre alphabétique du nom de famille, suivis des années d'études)
- Zaur Dakhte, directeur de la photographie iranien-tadjik (1959-1964)
- Dinara Assanova, réalisatrice kirghize (-1969)
- Sharunas Bartas, réalisateur lituanien (-1990)
- Olga Chernysheva, artiste vidéaste et photographe russe (-1986)
- Nina Behar, réalisatrice roumaine (1955-)
- Vladimir Chredel, réalisateur et scénariste russe (1939-1943)
- Samvel Gasparov, réalisateur russe (-1970)
- Nikolaï Grabbe, acteur soviétique (-1943)
- Youriï Illienko, réalisateur ukrainien (? - 1960)
- Otar Iosseliani, réalisateur géorgien (1934-1938)
- Ievgenia Jigoulenko, réalisatrice russe (-1976)
- Bakhtiar Khudojnazarov, réalisateur tadjik (1984-1988)
- Andreï Kontchalovski, réalisateur russe (-1965)
- Irakli Kvirikadze, scénariste et réalisateur géorgien (-1968)
- Nikolaï Lebedev, réalisateur et scénariste (-1993)
- Evgueni Morgounov, acteur soviétique (-1948)
- Kira Mouratova, réalisatrice ukrainienne (-1959)
- Ada Neretniece, réalisatrice lettonne (-1949)
- Alexandre Petrov, dessinateur et réalisateur russe
- Genrikh Oganessian, réalisateur arménien (-1954)
- Laila Pakalniņa, réalisatrice lettonne (1992-)
- Gunārs Piesis, réalisateur letton (-1962)
- Rihards Pīks, réalisateur puis homme politique letton (-1971)
- Juris Podnieks, réalisateur letton (-1975)
- Galina Polskikh, actrice russe (-1964)
- Khalida Safarova, peintre azerbaïdjanaise (1949-1955).
- Andris Rozenbergs, réalisateur letton (-1974)
- Ivars Seleckis, réalisateur letton (1952-1957)
- Abderrahmane Sissako, réalisateur mauritanien (1983-1989)
- Alexandre Sokourov, réalisateur russe
- Andreï Tarkovski, réalisateur soviétique (1956-1960)
- Viktor Tregoubovitch, réalisateur soviétique (1958-1963)

années d'études non connues :
- Karina Alexander
- Avdotya Alexandrova
- Dhimitër Anagnosti
- Natalia Andreïtchenko
- Alexeï Andrianov
- Siddiq Barmak
- Sergueï Bondartchouk
- Eldar Chengelaïa
- Larissa Chepitko
- Vladimir Chevelkov
- Vassili Choukchine
- Frank Daniel (premier étranger à être accepté)
- Alexander Fedorov
- Leonid Gaïdaï
- Marina Goldovskaïa
- Elena Kartseva
- Chapi Kaziev
- Evgueni Kharitonov
- Pavel Khodnev
- Marlen Khoutsiev
- Elem Klimov
- Veniamin Kostitsine
- Alim Kouliev
- Eldar Kouliev
- Pavel Lebechev
- Ilya Leutin
- Việt Linh
- Vladimir Menchov
- Nikita Mikhalkov
- Vladimir Nakhabtsev
- Anton Nefedov
- Roger Nevares
- Rachid Nougmanov
- Iouri Ozerov
- Sergueï Paradjanov
- Artavazd Pelechian
- Ilya Pouzikov
- Eldar Riazanov
- Sergueï Soloviov
- Alexandre Tananov
- Mikhaïl Vartanov
- Natalia Vavilova
- Konrad Wolf
- Vytautas Žalakevičius
- Roman Zawadski
- Tenguiz Abouladzé
- Vladimir Kozlov